# 南海区
南海区（なんかいく）は中華人民共和国広東省仏山市に位置する市轄区。

## 歴史
590年（開皇10年）、隋により南海県が設置された。中華人民共和国まで沿襲された。
1992年9月に県級市の南海市に昇格、2002年12月8日に仏山市南海区に改編され現在に至る。

## 行政区画
1街道、6鎮を管轄する
- 街道
  - 桂城街道
- 鎮
  - 九江鎮、西樵鎮、丹竈鎮、獅山鎮、大瀝鎮、裏水鎮

## 出身者
- 黄飛鴻：清末民初の武術家・医師。無影脚等の使い手として知られる。
- 康有為：清末民初の政治家。清末に梁啓超らと戊戌の変法を主導した。民初には張勲復辟を画策。
- 陳公博：中華民国の政治家。中国共産党創設メンバーの一人。後に離脱して中国国民党に転じる。汪兆銘（汪精衛）を支持し、南京国民政府に参加。
- 陳啓沅：清末の実業家。

- 曾蔭權：前香港特首

## 経済
北西部の獅山鎮には南海経済開発区があり、トヨタ、ホンダ、日産の部品製造工場やパナソニックエコシステムズ、東芝ライフスタイルの工場が進出している。
また丹竈鎮には南海国家生態工業示範園（Nanhai National Eco-Industry Park）があり、南海中小企業工業園区も設けられている。